# Carlos Monden
Carlos Monden (Santiago, Chile, 28 de junho de 1937 - 22 de abril de 2011) foi um ator que  viveu maior parte de sua vida no México, onde radicou-se cidadão mexicano. Iniciou sua carreira artística no início da década de 60, no teatro, na televisão e também no cinema. Foi casado com a atriz iraniana radicada mexicana Irán Eory. Casaram-se em 1986, e permaneceram juntos até o falecimento de sua esposa no dia 10 de março de 2002, vítima de derrame cerebral. Foram casados por dezesseis anos, e nunca tiveram filhos no matrimônio.

## Filmografia

### Televisão
- Siempre tuya (1964)
- Una Mujer (1965)
- El Corrido de Lupe Reyes (1966)
- Amor sublime (1967)
- Obsesión (1967)
- Adriana (1967)
- Rosario (1969)
- Una Plegaria en el camino (1969)
- La Constitución (1970)
- Velo de novia (1971)
- Pequeñeces (1971) .... Fernando
- El Amor tiene cara de mujer (1971) .... Eduardo
- El Carruaje (1972) .... Massimiliano D'Asburgo
- Barata de primavera (1975) .... Javier
- Acompáñame (1977) .... Octavio
- Viviana (1978) Telenovela .... Manzor
- La Señorita Robles y su hijo (1979)
- Juventud (1980)
- Aprendiendo a vivir (1984) .... Juan Manuel
- "Dulce desafío" (1988) .... Ricardo
- "Alcanzar una estrella II" (1991) .... Servando
- Tenias que ser tu (1993)
- A flor de piel (1994)
- Sin ti (1997) .... Profesor Prado
- "Camila" (1998) .... Mario Larios
- "Por tu amor" (1999) .... Arq. Leoncio Ariza
- "Por un beso" (2000) .... Ignacio Ballesteros
- "Aventuras en el tiempo" (2001)
- Doble Astral (2007) .... Antonio Duque

### Cinema
- Los Tres farsantes (1965) .... Luis (episode El Ladron)
- La Muerte es puntual (1967)
- Blue Demon en pasaporte a la muerte (1968)
- La Carrera del millon (1971)
- Supervivientes de los Andes aka Survive! (1976)
- El Sexo me da risa (1979)
- Nora la rebelde (1979)
- Huevos rancheros (1982)
- Sexo vs. sexo (1983)
- Chile picante (1983) .... (segment "La Infidelidad")
- Se me sale cuando me río (1983)
- Escuela de placer (1984)
- El Rey del masaje (1985)
- Fiebre de amor (1985)
- Para que dure no se apure (1988)
- Viva la risa II (1989)
- Entre cornudos te veas (1989)
- Fugitivos del diablo (1990)
- El Chivo (1992) .... Camilo Macias
- Un Ángel para los diablillos (1993) .... Ramiro Cifuentes
- La Asesinadita (1994)

### Séries
- Cachún cachún ra ra! (1981) .... Papá de Calixto